# Žeraviny
Žeraviny (deutsch Scherawin, früher Zierawin) ist eine Gemeinde in Tschechien. Sie liegt fünf Kilometer südlich von Veselí nad Moravou und gehört zum Okres Hodonín.

## Geographie

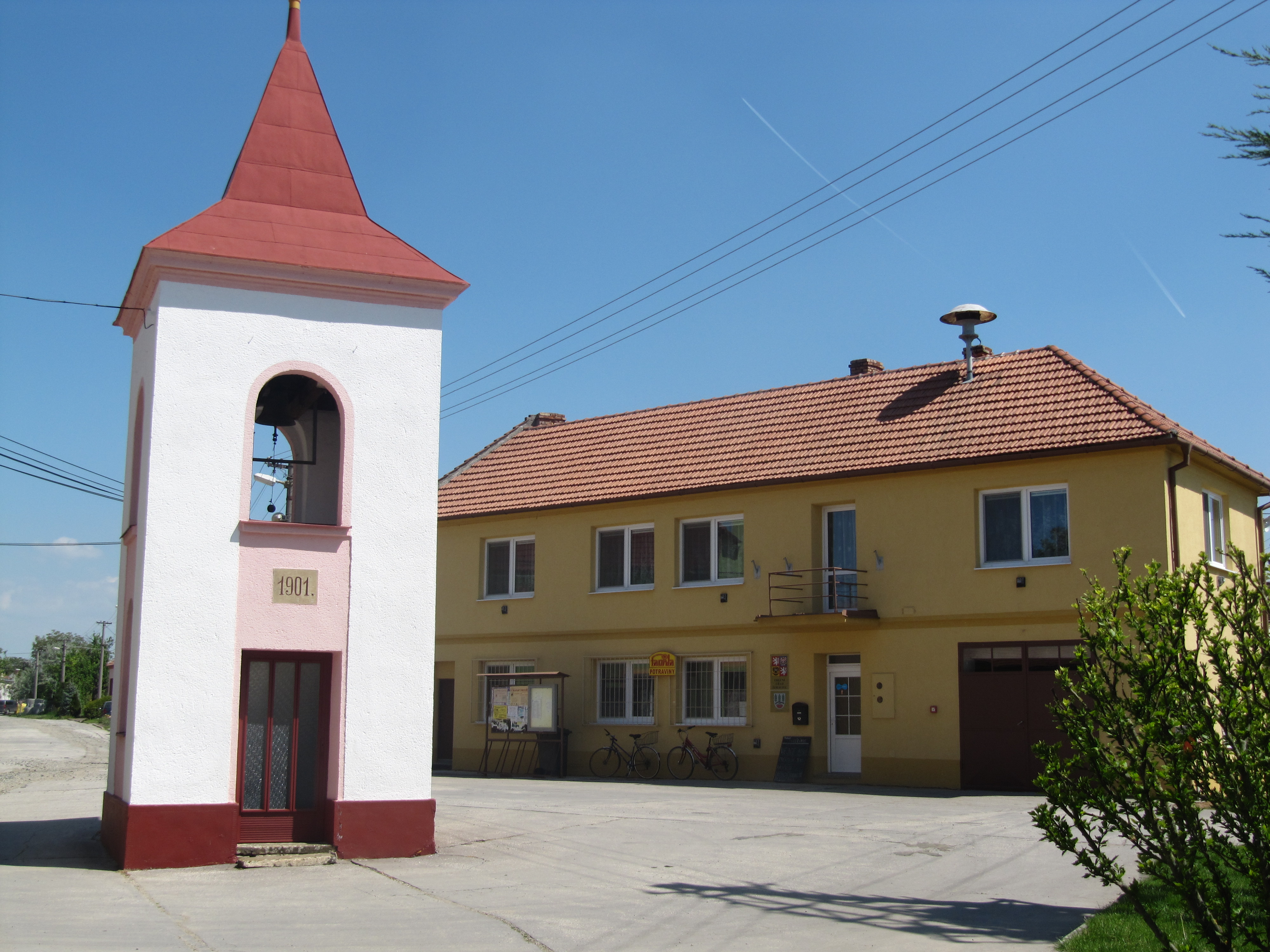
Žeraviny, Ortsmitte

Žeraviny befindet sich rechtsseitig der Velička im Dolnomoravský úval (Südliches Marchbecken). Durch das Dorf führt der Mlýnský náhon (Mühlbach). Nordöstlich erhebt sich der Radošov (244 m) und im Nordwesten der Drážky (227 m).
Nachbarorte sind Zarazice und Veselí nad Moravou im Norden, Kozojídky im Nordosten, Hroznová Lhota im Osten, Kněždub im Süden, Tvarožná Lhota, Doubravka und Strážnice im Südwesten sowie Lidéřovice und Vnorovy im Nordwesten.

## Geschichte
Die erste schriftliche Erwähnung des zur Herrschaft Ostroh gehörigen Dorfes erfolgte im Jahre 1447, als Mikuláš von Vojslavice als neuer Besitzer in der Landtafel eingeschrieben wurde. Das älteste Ortssiegel stammt aus dem 18. Jahrhundert, es zeigte einen Baum.
Nach der Ablösung der Patrimonialherrschaften bildete Žeravinky/Scherawin ab 1850 einen Ortsteil der Gemeinde Žeravinky-Kozojídky in der Bezirkshauptmannschaft Göding. Ab 1867 gingen beide Dörfer getrennte Wege. Zum Ende des 19. Jahrhunderts wurde das Dorf als Žeravín und letztlich als Žeraviny. Zwischen 1949 und 1960 gehörte die Gemeinde zum Okres Veselí nad Moravou und kam nach dessen Auflösung wieder zum Okres Hodonín zurück. Seit 2004 führt Žeraviny ein Wappen und Banner.

## Gemeindegliederung
Für die Gemeinde Žeraviny sind keine Ortsteile ausgewiesen.

## Sehenswürdigkeiten
- Kapelle der Jungfrau Maria von Lourdes, errichtet in den 1920er Jahren
- Kapelle der hl. Elisabeth, geweiht 2001. Finanziert wurde der Bau durch einen nach Kanada ausgewanderten Einwohner.
- Glockenturm, erbaut 1901
- zwei ehemalige Mühlen, am westlichen und östlichen Ortsrand